# 11e division d'infanterie (East Africa)
Pour les articles homonymes, voir 11e division d'infanterie.
La 11e division d'infanterie (East Africa) est une unité coloniale de l'Empire britannique formée en février 1943 pendant la Seconde Guerre mondiale.

## Formation
En 1943, la 11e division (Afrique de l'Est) était formée principalement de troupes de l'Afrique orientale britannique. La division ne doit pas être confondue avec la première 11e division (africaine) qui était composée de brigades à la fois de l'Afrique orientale britannique et du Nigéria en Afrique occidentale britannique, qui a combattu dans la campagne d'Afrique de l'Est et dissoute à la fin de 1941.

## Histoire

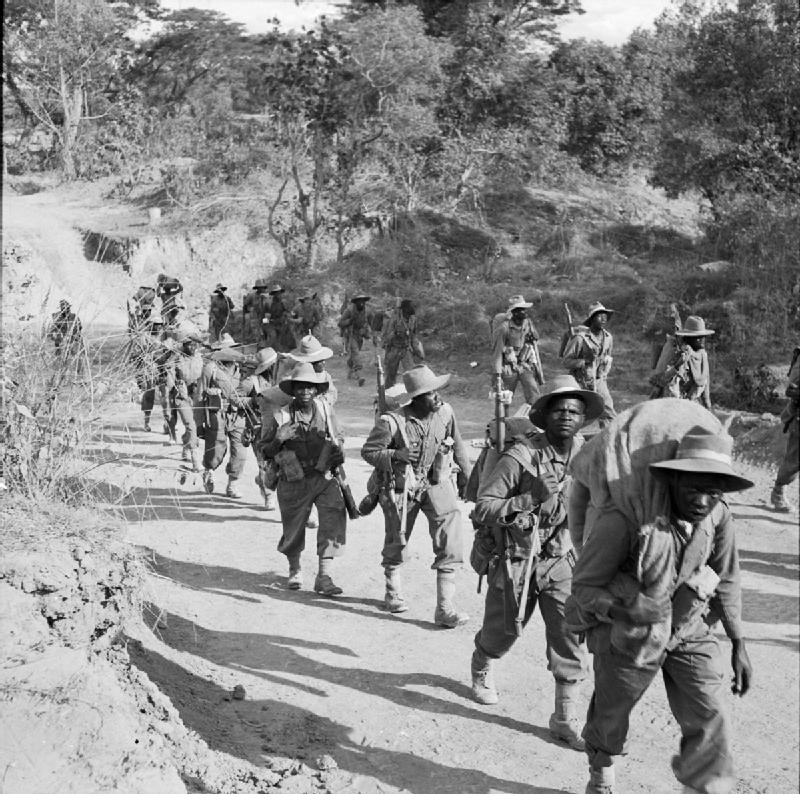
Hommes de la 11e division sur la route de Kalewa (Birmanie) après avoir traversé le fleuve Chindwin en 1945.

La division était composée de troupes du Kenya, de l'Ouganda, du Nyassaland, du Tanganyika, de la Rhodésie du Nord et du Congo belge. La 11e division a combattu avec la 14e armée sur le théâtre d'Asie du Sud-Est pendant la campagne de Birmanie. Dans la dernière partie de 1944, la division poursuivit les Japonais se retirant d'Imphal dans la vallée de Kabaw et établit des têtes de pont sur le fleuve Chindwin. En 1945, des éléments de la division jouèrent un rôle dans la bataille de Meiktila et de Mandalay.

## Commandants
- Major-général Charles Christopher Fowkes (en) (février 1943 - décembre 1944)
- Major-général Robert Mansergh (janvier 1945 - février 1945)
- Major-général William Alfred Dimoline (en) (mars 1945 - août 1945)

## Ordre de bataille

### 21ebrigade d'Afrique de l'Est
Sous le brigadier J. F. Macnab :
- 2e bataillon (Nyasaland), King's African Rifles
- 4e bataillon (Ouganda), King's African Rifles
- 1er bataillon, Northern Rhodesia Regiment[1]

### 25ebrigade d'Afrique de l'Est
Sous le brigadier N. C. Hendricks :
- 11e bataillon (Kenya), King's African Rifles
- 26e bataillon (Tanganyika), King's African Rifles
- 34e bataillon (Ouganda), King's African Rifles[1]

### 26ebrigade d'Afrique de l'Est
Sous le brigadier V. K. H. Channer (jusqu'au 18 novembre 1944) et le brigadier A. P. Walsh (à partir du 18 novembre 1944) :
- 22e bataillon (Nyasaland), King's African Rifles
- 36e bataillon (Tanganyika), King's African Rifles
- 44e bataillon (Ouganda), King's African Rifles[1]

### Unités divisionnaires
- 5e bataillon, King's African Rifles (unité de reconnaissance divisionnaire[1])
- 13e bataillon, King's African Rifles (unité de défense du QG)
- 10e Belgian Congo Casualty Clearing Station[2]

### Artillerie divisionnaire
Sous le Commander Royal Artillery, le brigadier J. V. D. Radford :
- 302e régiment de campagne d'Afrique de l'Est
- 303e régiment de campagne d'Afrique de l'Est
- 304e régiment de campagne d'Afrique de l'Est[1]

### Ingénieurs divisionnaires
- 34e compagnie de terrain d'Afrique de l'Est
- 58e compagnie de terrain d'Afrique de l'Est
- 64e compagnie de terrain d'Afrique de l'Est
- 62e compagnie de parc de terrain d'Afrique de l'Est[1]

### Signaux divisionnaires
- 11e signaux divisionnaires d'Afrique de l'Est[1]